# Tim Krohn
Tim Krohn, né le 9 février 1965 à Wiedenbrück, est un écrivain germano-suisse. 
En 2009, la ville de Zurich lui octroie la nationalité suisse. 

## Biographie
Tim Krohn vit depuis 1966 en Suisse. Il grandit à Glaris. De 1984 à 1992, il étudie la germanistique, la philosophie et les sciences politiques. Il vit actuellement avec sa femme et ses trois enfants comme écrivain indépendant à Santa Maria Val Müstair. Il est l'auteur de textes en prose, de drames et de pièces radiophoniques. 
Tim Krohn est membre de l'Association des auteurs en Suisse. De 1998 à 2001, il préside l’organisation précédente, l'Association des écrivains suisses. Entre autres, il reçoit les distinctions suivantes : en 1993, le prix UNDA Radio, 1994 le prix Conrad Ferdinand Meyer, un prix unique de la Schweizerischen Schillerstiftung en 1998. En 2007, il remporte le Vrenelis Gärtli  du meilleur livre suisse et reçoit pour le même ouvrage le prix de la Fondation Anne-Marie Schindler, par la ville et le canton de Zurich. En 2011, il reçoit le prix de la culture du canton de Glaris. Il écrit le mise de scène pour le Théâtre du monde d'Einsiedeln, 2013. 
Sur l'invitation de Juri Steiner, Tim Krohn participe au prix Ingeborg-Bachmann 2015. 
Également en 2015, Tim Krohn lance le projet de financement participatif Menschliche Regungen. Le premier volume de la série de romans qui en résulte est publié en 2017. 
Tim Krohn écrit également des romans policiers sous le nom de plume de Gian Maria Calonder. Le premier est publié en 2018 sous le titre Engadiner Abgründe. À l'automne 2019, Endstation Engadin est publié. 

## Œuvres
Romans
- 1988 : avec Jürgen Zumbrunnen), Frei! Und tot. Nicht aufgeführtes Festspiel: 600 Jahre Näfeleser Schlacht zu Befreiungskampf, Freiheit und Gewalt. Tschudi, Glarus.
- 1990 : Fäustchen, roman, édition Herbstz, Zurich,  (ISBN 3-906370-11-9).
- 1992 : Surfer, Stücke : Zeitalter des Esels, édition Herbstz, Zurich,  (ISBN 3-906370-13-5)
- 1994 : Der Schwan in Stücken, Ammann, Zurich,  (ISBN 3-250-10211-3).
- 1997 : Dreigroschenkabinett, roman, Eichborn, Francfort-sur-le-Main,  (ISBN 3-8218-0652-4).
- 2010 : Quatemberkinder und wie das Vreneli die Gletscher brünnen machte, roman, Eichborn, Francfort-sur-le-Main, Diogenes, Zurich,  (ISBN 978-3-257-23961-4).
- 2010 : Irinas Buch der leichtfertigen Liebe, roman, Eichborn, Francfort-sur-le-Main, Diogenes, Zurich,  (ISBN 978-3-257-23963-8).
- 2002 : Bienen, Königinnen, Schwäne in Stücken, livre + CD, Engler, Bâle,  (ISBN 3-905591-46-4).
- 2002 : Die Erfindung der Welt (avec Elisa Ortega), Eichborn, Francfort-sur-le-Main, 2002,  (ISBN 3-8218-0727-X).
- 2005 : Heimweh, Erzählungen, Mare, Hambourg,  (ISBN 3-936384-18-5).
- 2008 : Warum die Erde rund ist. 111 Schöpfungsmythen, Eichborn, Francfort-sur-le-Main,  (ISBN 978-3-8218-5839-5).
- 2009 : Ans Meer, roman, Galiani, Berlin,  (ISBN 978-3-86971-002-0)
- 2009 : Platons Höhle (avec Lika Nüssli), SJW (Heft 2320), Zurich,  (ISBN 978-3-7269-0550-7).
- 2010 : avec Lika Nüssli (illustrations), Das Wolkenkuckucksheim, frei nach dem Theaterstück Die Vögel von Aristophanes, Stiftung Schweizerisches Jugendschriftenwerk SJW (Heft 2360), Zurich,  (ISBN 978-3-7269-0570-5) ; en français : « {{{1}}} » : Coucouville-les-nuées,  (ISBN 978-3-7269-0571-2).
- 2010 : Der Geist am Berg, Galiani, Berlin,  (ISBN 978-3-86971-022-8).
- 2010 : Vrenelis Gärtli, roman, Eichborn, Francfort-sur-le-Main, Diogenes, Zurich,  (ISBN 978-3-257-23962-1).
- 2014 : Aus dem Leben einer Matratze bester Machart, Galiani, Berlin,  (ISBN 978-3-86971-088-4).
- 2015 : Nachts in Vals, Galiani, Berlin,  (ISBN 978-3-86971-116-4).
- 2017 : Herr Brechbühl sucht eine Katze, Menschliche Regungen, vol. 1, Galiani, Berlin,  (ISBN 978-3-86971-147-8).
- 2017 : Erich Wyss übt den freien Fall, Menschliche Regungen, vol. 2), Galiani, Berlin,  (ISBN 978-3-86971-151-5).
- 2018 : Julia Sommer sät aus, Menschliche Regungen, vol. 3, Galiani, Berlin  (ISBN 978-3-86971-171-3).
- 2018 : Engadiner Abgründe (sous le pseudonyme de Gian Maria Calonder, Kampa, Zurich & Berlin,  (ISBN 978-3-31112-003-2)

Pièces de théâtre
- Surfer Première représentation : 10 décembre 1991, Komedie Theater Zurich
- Zeitalter des Esels. Première représentation: 14 février 1992, Limit Theater Zurich
- Die apokalyptische Show von den vier Flüssen Manhattans. Première représentation: 25 mars 1995, Théâtre d'État de Mayence
- Der Schwan in Stücken. Première représentation : 22 septembre 1995, Schauspiel Köln
- Polly . Première représentation: le 11 février 1998, Théâtre municipal de Coblence
- Revolution mit Hund. Première représentation: 14 mai 1998, Schauspiel Akademie Zürich
- Revolution mit Hund, die Zweite. Première représentation : ateliers présentés en mai 1999 au TiK du Théâtre Thalia
- Die Bienenkönigin. Première représentation: 2000, Théâtre am Neumarkt Zurich
- Shakespeare Love Songs. Première représentation: 2001 Shakespeare Company Berlin
- Crime et Châtiment. Première représentation: 2001 Théâtre am Neumarkt Zurich
- Quatemberkinder. Première représentation: 2006 Théâtre Glarus
- Blanche Neige. Première représentation : 2008 Tocha-Compagnie St. Gallen
- Vehsturz, Première représentation: Ballenberg Landscape Theatre 2013
- Einsiedler Welttheater, Première représentation: 2013 Welttheatergesellschaft Einsiedeln
- Ueli der Knecht (Dramatisation), Première représentation : 2015 Landschaftsstheater Ballenberg
- Ueli der Pächter, Première représentation: Théâtre de paysage Ballenberg 2016